# КІМ-10
Об'єм: 1 171 см³

Максимальна потужність: 30 к. с. при 4000 об/хв

Конфігурація: рядний, 4-циліндр.

Циліндрів: 4

Клапанів: 8

Макс. швидкість: 95 км/год

Витрата палива при змішаному циклі: 9 л/100 км

Діаметр циліндра: 63,5 мм

Хід поршня: 92,45 мм

Ступінь стиснення: 5,75

Система живлення: карбюратор МЛ-1

Охолодження: рідинне

Клапанний механізм: SV

Матеріал блоку циліндрів: чавун

КІМ-10-50 — перший радянський серійний малолітражний автомобіль, за основу якого при розробці був узятий британський Ford Prefect 1939 року.

## Плани, яким не судилося
КІМ-10-50 повинен був стати радянським Фольксвагеном. У планах тодішнього керівництва СРСР до кінця третьої п'ятирічки (1938–1942 роки) цей автомобіль повинні були мати 10 відсотків сімей, а до кінця четвертої, запланованої на 1943-47 роки, на його поліпшеній версії повинні були їздити вже 80 відсотків радянських сімей. Проте війна перервала ці плани. Тим не менш, незадовго до війни, у травні 1941 року, автомобіль надійшов у вільний продаж, і вся пробна партія в 500 екземплярів була повністю розпродана. Сьогодні з цієї партії залишилися лише чотири примірника.

## Історія створення
Налагодити виробництво було доручено заводу імені КІМ, розташованому в тоді ще підмосковних Текстильщиках. Названий цей завод був на честь Комуністичного Інтернаціоналу Молоді — молодіжної секції тодішнього Комінтерну. Свою діяльність завод почав у листопаді 1930 року, розпочавши складання легкових і вантажних автомобілів Ford.
З 1933 року, на повну потужність запрацював Горьковський автозавод, завод КІМ стає філією ГАЗу і переходить на складання автомобілів ГАЗ-А і ГАЗ-АА з горьківських машинокомплектів.
Саме на цей завод і впав вибір Держплану.
Горьковський дизайнер Бродський переробив дизайн Префекта, і у Сполучених Штатах фірмі Budd Company були замовлені кузовні штампи для цього автомобіля.
Пробну партію з 500 автомобілів, названих КІМ-10-50 випущено до 25 квітня 1941 року. Штампи для чотирьохдверних кузовів поки ще запізнювалися, і в першотравневому параді брали участь автомобілі у дводверному варіанті.

## Характеристики
Довжина автомобіля при 2385-міліметровій колісній базі становила 3960 міліметрів, ширина — 1480 мм; висота − 1 метр 65 сантиметрів.
Колія передніх і задніх коліс була однаковою і дорівнювала 1145 міліметрів. Таким чином, радянський варіант автомобіля був на 16 сантиметрів довше британського оригіналу, на 3,6 сантиметри ширше і на чотири сантиметри вище. Довжина ж колісної бази була більше ніж у прототипа на 185 міліметрів. До 210 міліметрів був збільшений і дорожній просвіт, який становив на британській моделі лише 139,7 міліметра.

## Двигун
На автомобіль було встановлено нижньоклапанний чотирициліндровий двигун.
При 63,5-міліметровому діаметрі циліндра і 92,456-міліметровому ході поршня робочий його обсяг дорівнював 1171 кубічним сантиметрам.
Ступінь стиснення в оригіналі становила 6,16:1, і при 4000 оборотах на хвилину мотор видавав 32 кінських сили. Однак у Радянському Союзі таку ступінь стиснення витримував лише авіаційний бензин Б-70, і ступінь стиснення в моторі знизили до 5,75 одиниць.
Потужність одразу впала до 30 кінських сил. Але на ті часи це вважалося цілком достатнім — післявоєнний «Москвич» мав на вісім сил менше.
Проте, максимальна швидкість, яка становила у британської моделі 95 кілометрів на годину, впала лише до 90 км/год, чого було цілком достатньо — по більшості радянських доріг автомобілі тоді їздили на 40-кілометровій швидкості, а після 50-кілометрової відмітки машини починало трусити так, що кермувати було просто неможливо.
Мотор з меншим ступенем стиснення було легше завести ручкою, адже ємності 6-вольтового акумулятора вистачало лише на три-чотири запуски двигуна.

### Кузов
На КІМ-10 вперше у автомобілебудуванні СРСР знайшов застосування капот алігаторного типу замість поширених тоді капотів з підйомними боковинами.
Салон малолітражки був оснащений годинником і механізмом, що регулює встановлення передніх сидінь — і те, і інше зустрічалося тільки на автомобілях вищого класу.
Кузов КІМ-10 мав чимало нововведень. У нього була відсутня зовнішня підніжка, як на інших легкових автомобілях. Лобове скло було не плоским, а складалося з двох частин, розташованих під кутом, — конструкція, пізніше прийнята на повоєнних автомобілях.

### Інші новинки
Серед інших новинок треба назвати тонкостінні двошарові вкладиші підшипників колінчастого валу двигуна, відцентровий автомат випередження запалювання, склоочисник, що працював під впливом розрідження у впускний трубі двигуна.

## Модифікації

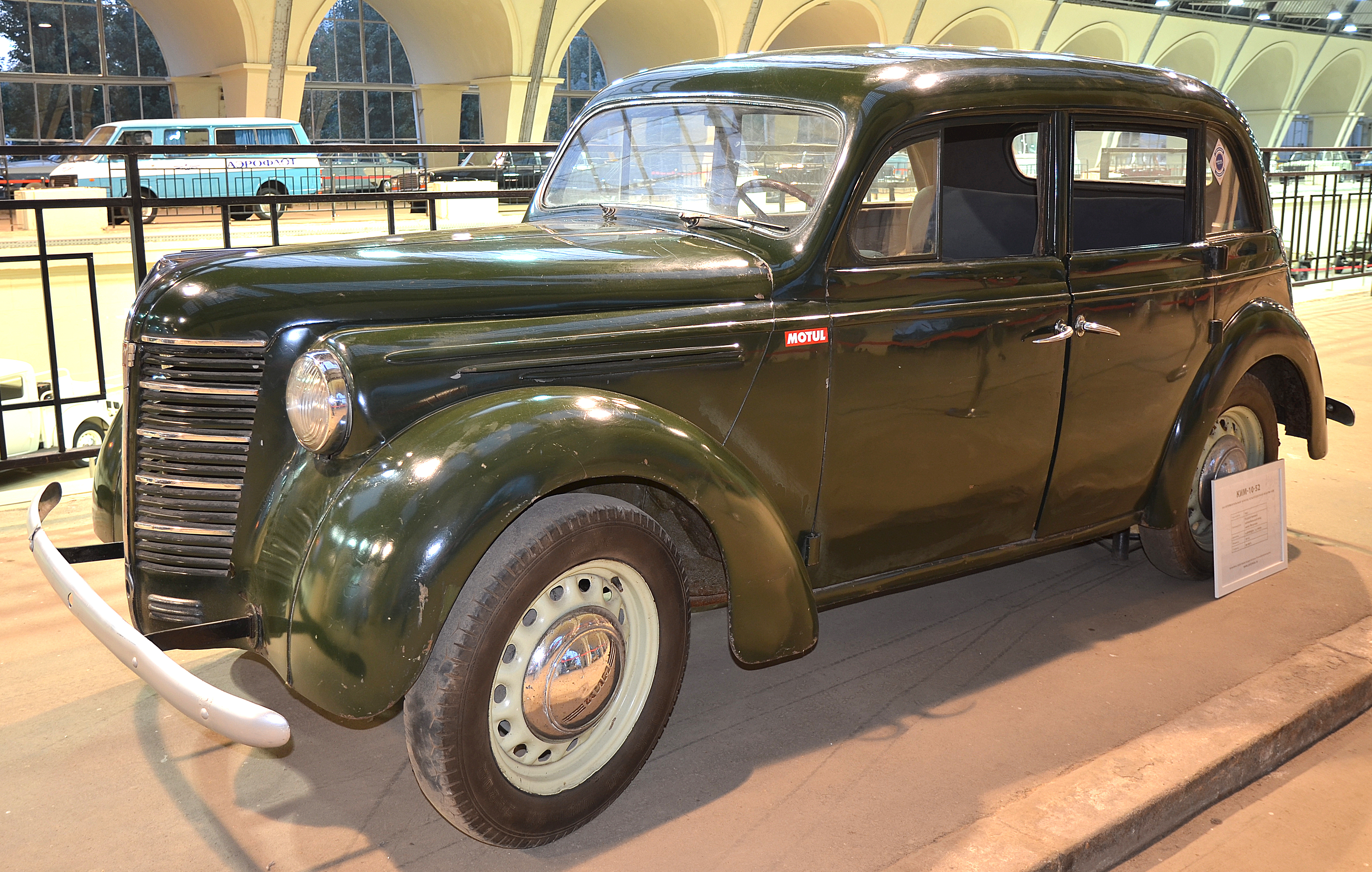
КІМ-10-52

- КІМ-10-50 - базова модель, 2-х дверний 4-х місний седан, створений на основі Ford Prefect.
- Існувала також модифікація автомобіля з дахом типу «фаетон». Називалася вона КІМ-10-51 і була випущена в 1941 році малою серією. Її кузов мав матерчастий складаний тент і боковини з целулоїдними вікнами. Автомобіль призначався головним чином для експлуатації в південних районах. Однак з початком війни всі випущені фаетони передали в Червону Армію, і тому жодного примірника не збереглося.
- КІМ-10-52 - дослідний 4-х дверний 4-х місний седан, створений на основі Opel Olympia 1938 року, на ГАЗі виготовлено 2 екземпляри.